# Ребуція
Ребу́ція (Rebutia) — рід сукулентних рослин з родини кактусових.

## Етимологія та українська назва

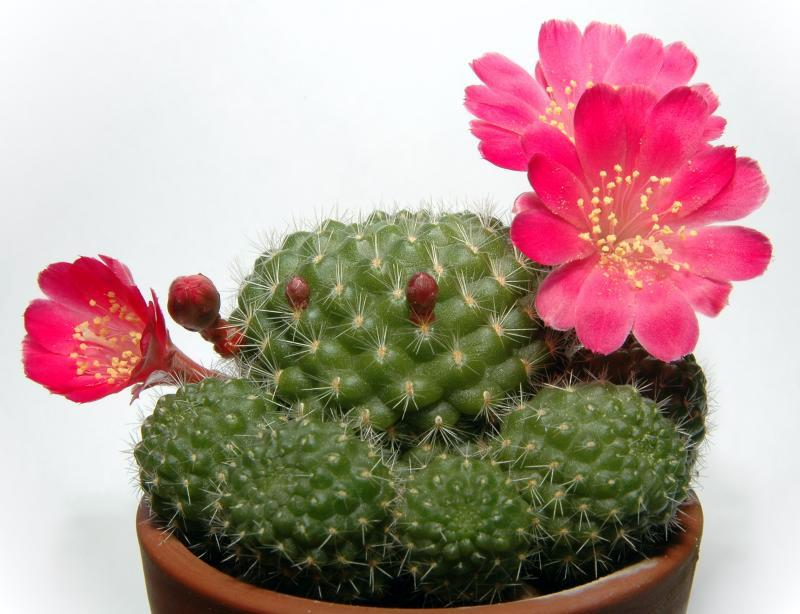
Типовий вид Rebutia minuscula

Назва роду носить ім'я французького винороба та садовода П'єра Ребю (фр. Pierre Rebut), який в XIX ст. був відомим експертом по кактусам і продавцем.
В українській літературі з кактусної тематики вживається назва «Ребуція» та Ребютія. А. О. Буренков у своїй книзі «Кактуси в гостях та вдома» також наводить назву російською — «Ребютия» (укр. «Ребютія»). Серед кактусистів та в інтернеті також зустрічається назва «Ребюція» (рос. «Ребюция»).

## Систематика
Рід Rebutia був описаний в 1895 німецьким ботаніком Карлом Шуманом (1851–1904).
Як і багато інших південноамериканських родів, цей рід породив безліч суперечок. В останній чверті XX в цей рід включені види таких раніше самостійних родів, як Aylostera, Digitorebutia (інша звана Mediolobivia), Rebutia, Sulcorebutia і Weingartia, що викликає суперечки і таксономічну плутанину, тому що не всі систематики згодні з таким укрупненням.

## Ареал та екологія
Батьківщина рослин цього роду — Болівія і північна Аргентина, де вони ростуть в гірських місцевостях на східній стороні Андських гір на висоті 1500-4000 м над рівнем моря, в умовах різкої зміни денних і нічних температур і підвищеної концентрації ультрафіолетових променів. Часто селяться під притінінням чагарникової рослинності.

## Опис
Рослини описуються як невеликі кулясті кактуси, багато з яких формують великі групи. У культурі спостерігаються випадки, коли група ребуцій виростає навіть більше розміром, ніж у дикій природі. Ребуції мають велику різноманітність форм і колючок. Колючки зазвичай не жорсткі. З віком рослини дещо змінюють форму, стаючи з кулястих коротко-циліндричними.

### Квітки
Рослини цього роду цвітуть легко і рясно. Самозапильні квітки з'являються з нижніх ареол. За кольором вони різноманітні: фіолетові, рожеві, яскраво-червоні, помаранчеві, жовті і білуваті. Квітки середнього розміру: від 1,5 до 4 см в діаметрі. Квіткова трубка гола.

## Види
Згідно систематики Едварда Андерсена до роду Rebutia належить 38 видів. Список видів сайту «The Plant List» включає 22 прийняті назви видів. Списки різняться.

## Охорона у природі
29 видів роду Ребуція входять до Червоного списку Міжнародного Союзу Охорони Природи, деякі з них відсутні у списках визнаних видів, наведених в монографії Андерсена «The Cactus Family» і на сайті спільного проекту Королівських ботанічних садів у К'ю і Міссурійського ботанічного саду «The Plant List».
| - Rebutia albipectinata — статус: «Види під загрозою вимирання» - Rebutia arenacea — статус: «Види, близькі до загрозливого стану» - Rebutia breviflora — статус: «Найменший ризик» - Rebutia canigueralii — статус: «Найменший ризик» - Rebutia cardenasiana — статус: «Найменший ризик» - Rebutia cintia — статус: «Найменший ризик» - Rebutia cylindrica — статус: «Найменший ризик» - Rebutia deminuta — статус: «Найменший ризик» - Rebutia einsteinii — статус: «Найменший ризик» - Rebutia fabrisii — статус: «Найменший ризик» - Rebutia fidana — статус: «Найменший ризик» - Rebutia fiebrigii — статус: «Найменший ризик» - Rebutia glomeriseta — статус: «Види під загрозою вимирання» - Rebutia heliosa — статус: «Найменший ризик» - Rebutia krugerae — статус: «Види під загрозою вимирання» | - Rebutia mentosa — статус: «Найменший ризик» - Rebutia minuscula — статус: «Найменший ризик» - Rebutia neocumingii — статус: «Найменший ризик» - Rebutia neumanniana — статус: «Даних недостатньо» - Rebutia oligacantha — статус: «Найменший ризик» - Rebutia padcayensis — статус: «Найменший ризик» - Rebutia pulchra — статус: «Найменший ризик» - Rebutia pulvinosa — статус: «Даних недостатньо» - Rebutia pygmaea — статус: «Найменший ризик» - Rebutia ritteri — статус: «Найменший ризик» - Rebutia steinbachii — статус: «Найменший ризик» - Rebutia steinmannii — статус: «Найменший ризик» - Rebutia tarijensis — статус: «Найменший ризик» - Rebutia vasqueziana — статус: «Види, близькі до загрозливого стану» |

## Культура
У більшості випадків вважається, що рід досить простий в культурі і рекомендується для початківців. Ґрунт для цих рослин повинен бути проникним і мати слабокислу реакцію. Освітлення має бути сильним — любителя не повинна вводити в оману уявна ніжність цих рослин, однак навесні вони можуть бути схильні до опіків. Полив повинен бути регулярним, але між поливами земляний ком повинен повністю просохнути. Переливу ці рослини не прощають — не варто забувати про те, що на батьківщині рослини часто ростуть на крутих схилах, де вода не затримується, при дощі скочуючись вниз. Вітається розташування ні свіжому повітрі. У зимовий період ребуції здатні витримувати низькі температури, але краще утримувати їх при температурі 6-8 °C. Коли рослини молоді, їх потрібно пересаджувати щорічно. Але з віком їх краще замінити нечастими акуратними перевалками, при яких додається свіжа землесуміш.
Розмноження ребуцій — вегетативне (відростками) або генеративне (насінням). Насіння ребуцій найкраще проростає при температурі 16-18 °C.
Маючи ніжну шкірку, ребуції часто вражаються павутинним кліщем.